# N.R. Narayana Murthy
Nagavara Ramarao Narayana Murthy (Mysore, 20 augustus 1946) is een Indiase miljardair en ondernemer. Murthy is medeoprichter van multinationaal IT-bedrijf Infosys.

## Biografie
Murthy werd geboren in 1946 in een middenklasse familie. Hij ging eerst naar de Universiteit van Mysore waar hij een bachelorsdiploma in elektrotechniek behaalde en voltooide zijn universitaire opleiding in 1969 met een masterdiploma van Indian Institute of Technology Kanpur. Murthy begon zijn carrière als hoofdsysteemprogrammeur bij het Indian Institute of Management in Ahmedabad. Enkele jaren later richtte hij met Softronics zijn eerste eigen bedrijf op, echter ging het kort daarna failliet.

### Infosys
Op 2 juli 1981 richtte Murthy samen met zes collega's het softwarebedrijf Infosys Technologies Limited op. Van 1981 tot 2002 was hij CEO van het bedrijf. Na zijn aftreden werd hij bestuursvoorzitter en hoofdmentor tot 2011. Op 1 juni 2013 keerde Narayana Murthy terug naar Infosys als Executive Chairman en Extended Director. Op 12 juni 2014 werd aangekondigd dat Murthy met ingang van 14 juni zou aftreden als uitvoerend voorzitter. Hij bleef tot 10 oktober van dat jaar niet-uitvoerend voorzitter en is sinds 11 oktober benoemd tot emeritus voorzitter.

### Privéleven
Murthy is een van de rijkste Indiërs met een geschat vermogen van 4,3 miljard dollar in maart 2023. Hij is getrouwd met ingenieur en auteur Sudha Murthy, met wie hij een dochter en een zoon heeft. Zijn dochter, Akshata Murty, is getrouwd met de Britse investeringsbankier en politicus Rishi Sunak, die sinds 25 oktober 2022 premier van het Verenigd Koninkrijk is.
- Bibliothèque nationale de France: cb161563234 (data)
- Gemeinsame Normdatei: 140831312
- International Standard Name Identifier: 0000 0001 1444 8234
- Library of Congress Control Number: no2005046383
- Nationale Bibliotheek van Letland: 000229374
- Nederlandse Thesaurus van Auteursnamen: 318673177
- Réseau des bibliothèques de Suisse occidentale: 02-A027438940
- Système universitaire de documentation: 113650728
- Virtual International Authority File: 56343673
- WorldCat: E39PBJq6RGqTPJvDPgDfTYwgrq